# Ника (женский футбольный клуб)
«Ника» — российский футбольный клуб, созданный в Нижнем Новгороде. Это была третья попытка создания женской команды в Нижнем Новгороде. 
Команда была основана в 2001 году, в 2004 году прекратила существование в связи с отсутствием финансирования. 
В сезонах 2007—2008 клуб выступал на любительском уровне во Втором дивизионе. 
В ноябре 2020 было объявлено о возрождении женского футбола в Нижнем Новгороде командой сборной Нижегородской области, впоследствии носящей название «Ника».
В сезоне 2022 в структуре мужского клуба «Пари Нижний Новгород» на базе команды «Ника», участвовавшей в Первой лиге 2021 был создан женский клуб «Пари Нижний Новгород».

## Достижения

### Титульные
- 7 место в Высшем дивизионе в 2004 году.
- 2 место в Первом дивизионе в 2003 году.
- 4 место во Втором дивизионе (в зоне Приволжье) в 2008 году.
- 1/4 финала Кубка России в 2003 году.

### Матчевые
Самые крупные победы:
- в Первом дивизионе над «Жемчужиной» (Ижевск) 8:1 (2003) и 7:0 (2002)
- в Кубке России над «Катюшей» (Москва) 11:0 (2003)

Самые крупные поражения:
- в Высшем дивизионе от «Россиянки» (Московская область) 1:10 (7 мячей забила Летюшова[2]) (2004)
- в Первой лиге от «Строгино» (Москва) 1:8 (2021)
- во Втором дивизионе от «Лады» (Тольятти) 0:11 (2007)
- в Кубке России от «Энергии» (Воронеж) 0:9 (2003)

## Статистика выступлений
без учёта мячей забитых в сериях послематчевых пенальти
с учётом технических результатов

| Сезон | Чемпионат России | Чемпионат России                         | Чемпионат России | Чемпионат России | Чемпионат России | Чемпионат России | Чемпионат России | Чемпионат России | Чемпионат России | Чемпионат России | Чемпионат России | Кубок         | Источники            |
| Сезон | Дивизион/Лига    | Этап                                     | Место            | И                | В                | Н                | П                | МЗ               | МП               | РМ               | О                | Кубок         | Источники            |
| ----- | ---------------- | ---------------------------------------- | ---------------- | ---------------- | ---------------- | ---------------- | ---------------- | ---------------- | ---------------- | ---------------- | ---------------- | ------------- | -------------------- |
| 2002  | Первый дивизион  | Предварительный этап, группа Б           | 1 из 4           | 6                | 5                | 0                | 1                | 17               | 4                | +13              | 15               | не участвовал | [ 3 ]                |
| 2002  | Первый дивизион  | Финальный этап (1-4 места)               | 3 из 8           | 6                | 2                | 0                | 4                | 6                | 12               | -6               | 6                | не участвовал | [ 3 ]                |
| 2002  | Первый дивизион  | Первый дивизион 2002 (Итог)              | 3 из 8           | 12               | 7                | 0                | 5                | 23               | 16               | +7               | 21               | не участвовал | [ 3 ]                |
| 2003  | Первый дивизион  | Предварительный этап, зона Восток        | 1 из 4           | 6                | 6                | 0                | 0                | 27               | 5                | +22              | 18               | ¼ финала      | [ 4 ] [ 5 ] [ 6 ]    |
| 2003  | Первый дивизион  | Финальный этап                           | 2 из 6           | 10               | 7                | 0                | 3                | 20               | 10               | +10              | 21               | ¼ финала      | [ 4 ] [ 5 ] [ 6 ]    |
| 2003  | Первый дивизион  | Первый дивизион 2003 (Итог)              | 2 из 6           | ?                | ?                | ?                | ?                | ?                | ?                | ?                | ?                | ¼ финала      | [ 4 ] [ 5 ] [ 6 ]    |
| 2004  | Высший дивизион  | Предварительный этап                     | 7 из 7           | 12               | 0                | 1                | 11               | 2                | 66               | -64              | 1                | ⅛ финала      | [ 7 ] [ 8 ]          |
| 2004  | Высший дивизион  | Финальный этап (Турнир за 5 место)       | 7 из 7           | 4                | 0                | 0                | 4                | 3                | 19               | -16              | 0                | ⅛ финала      | [ 7 ] [ 8 ]          |
| 2004  | Высший дивизион  | Высший дивизион 2004 (Итог)              | 7 из 7           | 16               | 0                | 1                | 15               | 5                | 85               | -80              | 1                | ⅛ финала      | [ 7 ] [ 8 ]          |
|       |                  |                                          |                  |                  |                  |                  |                  |                  |                  |                  |                  |               |                      |
| 2007  | Второй дивизион  | Предварительный этап, Дивизион Приволжье | 5 из 5           | 3                | 0                | 0                | 3                | 0                | 26               | -26              | 0                | не участвовал | [ 9 ] [ 10 ]         |
| 2008  | Второй дивизион  | Предварительный этап, зона Приволжье     | 4 из 5           | 4                | 0                | 1                | 3                | 2                | 12               | -10              | 1                | не участвовал | [ 11 ]               |
|       |                  |                                          |                  |                  |                  |                  |                  |                  |                  |                  |                  |               |                      |
| 2021  | Первая лига      | Стыковой матч                            | —                | 1                | 0                | 1                | 0                | 1                | 1                | 0                | —                | 3ОТ           | [ 12 ] [ 13 ] [ 14 ] |
| 2021  | Первая лига      | Предварительный этап, зона Центр         | 5 из 8           | 7                | 2                | 1                | 4                | 11               | 21               | -10              | 7                | 3ОТ           | [ 12 ] [ 13 ] [ 14 ] |
| 2021  | Первая лига      | Первая лига 2021 (Итог)                  | 5 из 8           | 8                | 2                | 2                | 4                | 12               | 22               | -10              | —                | 3ОТ           | [ 12 ] [ 13 ] [ 14 ] |

1. ↑  в Первом дивизионе 2003 между участниками Финального этапа учитывались результаты игр Предварительного этапа, но неизвестны результаты 22-х матчей, поэтому статистика по клубу дана согласно итоговой официальной турнирной таблицы
2. ↑  после сезона 2004 «Ника» в связи с финансовыми трудностями прекратила существование в межсезонье

Турниры Кубанская весна
| соревнование         | место  | И | В | Н | П | МЗ | МП | О | Источники |
| -------------------- | ------ | - | - | - | - | -- | -- | - | --------- |
| Кубанская весна 2003 | 4 из 4 | 3 | 0 | 0 | 3 | 1  | 14 | 0 | [ 15 ]    |
| Кубанская весна 2004 | 5 из 5 | 4 | 0 | 1 | 3 | 1  | 9  | 1 | [ 16 ]    |

### Кубок России
без учёта мячей забитых в сериях послематчевых пенальти
без учёта технических результатов

| Сезон             | Кубок России | Кубок России | Кубок России | Кубок России | Кубок России | Кубок России | Кубок России | Кубок России |
| Сезон             | И            | В            | Н            | П            | МЗ           | МП           | РМ           | Итог         |
| ----------------- | ------------ | ------------ | ------------ | ------------ | ------------ | ------------ | ------------ | ------------ |
| 2003              | 4            | 2            | 0            | 2            | 14           | 10           | +4           | ¼ финала     |
| 2004              | 1            | 0            | 0            | 1            | 0            | 2            | -2           | ⅛ финала     |
| 2021              | 1            | 0            | 0            | 1            | 0            | 7            | -7           | 3ОТ          |
| Итого за 3 сезона | 6            | 2            | 0            | 4            | 14           | 19           | -5           |              |